# Vacciniina nigrostriata
Vacciniina nigrostriata är en fjärilsart som beskrevs av Lingonblad 1936. Vacciniina nigrostriata ingår i släktet Vacciniina och familjen juvelvingar. Inga underarter finns listade i Catalogue of Life.